# Emperador dels francesos
Emperador dels francesos (francès: Empereur des Français) va ser el monarca del Primer Imperi francès i el Segon Imperi francès.
Un títol i un càrrec utilitzats per la Casa de Bonaparte començant quan Napoleó va ser proclamat emperador el 18 de maig de 1804 pel Senat francès i va ser coronat emperador dels francesos el 2 de desembre de 1804 a la catedral de Notre-Dame de París, amb la Corona de Napoleó.
El títol subratllava que l'emperador regnava sobre "el poble francès" (la nació) i no sobre França (l'estat). L'antiga fórmula de "Rei de França" indicava que el rei era propietari de la França com a possessió personal. El nou terme indica una monarquia constitucional. El títol va ser creat a propòsit per preservar l'aparença de la República francesa i per demostrar que després de la Revolució Francesa el sistema feudal havia estat abandonat i s'havia creat un estat nació amb ciutadans iguals que els subjectes del seu emperador. (a partir de l'1 de gener de 1809, l'estat es coneix oficialment com l'Imperi francès.)
Se suposa que el títol d'"Emperador dels francesos" demostraria que la coronació de Napoleó no era una restauració de la monarquia, sinó una introducció d'un nou sistema polític: el Primer Imperi Francès. El regnat de Napoleó va durar fins al 22 de juny de 1815, quan va ser derrotat en la batalla de Waterloo, exiliat i empresonat a l'illa de Santa Helena, on va morir el 5 de maig de 1821. El seu regnat va ser interromput per la Restauració borbònica de 1814 i el seu propi exili a Elba, d'on va escapar menys d'un any més tard per reclamar el tron, regnant com a emperador durant 94 dies abans de la seva derrota i exili final.
Menys d'un any després del cop d'estat francès de 1851 pel nebot de Napoleó, Louis-Napoléon Bonaparte, que va acabar amb la dissolució de l'Assemblea Nacional francesa, la Segona República francesa es va transformar en el Segon Imperi francès, establert per un referèndum sobre 7 de novembre de 1852. El president Louis-Napoléon Bonaparte, elegit pel poble francès, esdevingué oficialment Napoleó III, emperador dels francesos, a partir de la data simbòlica i històrica del 2 de desembre de 1852. El seu regnat va continuar fins al 4 de setembre de 1870, després de ser capturat a la batalla de Sedan durant la guerra francoprussiana. Posteriorment es va exiliar a Anglaterra, on va morir el 9 de gener de 1873.
Des de la mort primerenca el 1879 de l'únic fill de Napoleó III, Louis Napoléon, la casa de Bonaparte ha tingut un nombre de reclamants al tron de França. L'actual reclamant és Carles, príncep Napoléo, que es va convertir en cap de la casa de Bonaparte el 3 de maig de 1997. El seu lloc és desafiat pel seu fill, Jean-Christophe, príncep Napoléo, que va ser nomenat hereu al testament del seu últim avi.

## Estils
Els emperadors francesos tenien diversos títols i apel·latius que reflectien l'extensió geogràfica i la diversitat de les terres governades per la casa de Bonaparte .
- Napoleó I - Sa majestat imperial i reial Napoleó I, per la Gràcia de Déu i la Constitució de la República, emperador dels francesos, rei d'Itàlia, protector de la Confederació del Rin, mediador de la Confederació Suïssa i copríncep d'Andorra.
- Napoleó II - Sa majestat imperial Napoleó II, per la Gràcia de Déu i la Constitució de la República, emperador dels francesos i copríncep d'Andorra.
- Napoleó III - Sa majestat imperial Napoleó III, per la Gràcia de Déu i la voluntat de la nació, emperador dels francesos i copríncep d'Andorra.[4]

## Llista d'emperadors
| Imperi                | Nom         | Imatge                                  | Vida                                                    | Regnat                                        | Família   | Notes                                   |
| --------------------- | ----------- | --------------------------------------- | ------------------------------------------------------- | --------------------------------------------- | --------- | --------------------------------------- |
| Primer Imperi Francès | Napoleó I   |                                         | 15 d'agost de 1769 – 5 de maig de 1821 (als 51 anys)    | 18 de maig de 1804 - 11 d'abril de 1814       | Bonaparte |                                         |
| Els Cent Dies         | Napoleó I   | 20 de març de 1815 – 22 de juny de 1815 | 15 d'agost de 1769 – 5 de maig de 1821 (als 51 anys)    |                                               | Bonaparte |                                         |
| Els Cent Dies         | Napoleó II  |                                         | 20 de març de 1811 – 22 de juliol de 1832 (als 21 anys) | 22 de juny de 1815 - 7 de juliol de 1815      | Bonaparte | Fill de Napoleó I                       |
| Segon Imperi Francès  | Napoleó III |                                         | 20 d'abril de 1808 – 9 de gener de 1873 (als 64 anys)   | 2 de desembre de 1852 - 4 de setembre de 1870 | Bonaparte | Cosí de Napoleó II i nebot de Napoleó I |